# Alxa Izquierda
Alxa Izquierda (en mongol: Алшаа Зүүн, romanizado: Alšaa Züün ; en chino, 阿拉善 左; pinyin, Ā'Lshàn Zuǒ) es una bandera bajo la administración directa de la Liga Alxa en la Región autónoma de Mongolia Interior  , República Popular China.  Su área es de  km² y su población total para 2010 superó los  mil habitantes.

## Administración
Desde julio de 2020, la bandera Alxa Izquierda se divide en 15 pueblos que se administran en 9  poblados y 6 sumus.

## Toponimia
Se explica que el topónimo Alxa es el nombre mongol para las Montañas Helan que significa "tierra colorida" en mongol. El nombre de la montañas Helan proviene del hecho de que la tribu Helan vivía aquí como pastores.

## Historia
Durante la Dinastía Qing se organizaron las tribus en Banderas, estos grupos se identificaban con banderas de diferentes colores que durante la guerra funcionaban como ejércitos, y durante la época de paz se utilizaba para integra la gestión productiva y administrativa de la región.
El Emperador Qianlong otorgó el área al oeste del Hetao a la tribu de Alabujul para vivir y estableció la Bandera Ejin junto con la  Bandera autónoma eleut de Alxa (阿拉善厄鲁特旗) dada a los oirates. 
En 1951 pasó a ser la Región Autónoma de Alxa (阿拉善和硕特旗自治区) y en 1954 se degradó a Bandera Alxa (阿拉善旗), en 1961 las divisiones en Alxa fueron organizadas en izquierda y derecha.
En 1980, se estableció la Liga Alxa y sus divisiones elevadas a Bandera Alxa Izquierda y Bandera Alxa Derecha.